# Hoplitis alchata
Hoplitis alchata là một loài Hymenoptera trong họ Megachilidae. Loài này được Warncke mô tả khoa học năm 1990.